# Ufología
La ufología (calco del inglés ufology, palabra formada a partir de las siglas UFO, Unidentified Flying Object, en español "OVNI" por ‘Objeto Volador No Identificado’), también conocida en español como ovnilogía es la investigación de objetos voladores no identificados (ovnis) por parte de personas que creen que pueden tener un origen extraordinario (con mayor frecuencia de visitantes extraterrestres). Aunque hay casos de investigaciones gubernamentales, privadas y de ciencias marginales sobre los ovnis, la ufología es considerada por los escépticos y los educadores científicos como un ejemplo canónico de pseudociencia.

## Etimología
Según la Real Academia Española ufología proviene de la palabra inglesa UFO, en español OVNI y el sufijo de origen griego logía, es decir "ciencia", "estudio" o "tratado". Por lo tanto, etimológicamente ufología significaría el "estudio de los ovnis" y su expresión correcta en español podría ser la de ovnilogía, pero este último término no lo recoge la RAE en su 23.ª edición. La definición dada por la propia RAE es:

Estudio de los fenómenos asociados a los ovnis.

La ufología, como la medicina o la biología, reporta casos positivos y negativos. Pero, cuando se trata del estudio ovni, un caso negativo es aquel del que se ha podido determinar su procedencia y un caso positivo, por lo tanto dentro de su ámbito de estudio, el que no se ha podido acreditar su origen.
Apartándose de los barbarismos, los presuntos seres que viajan en los ovnis se denominan ovninautas y no supuestos ufonautas, como correspondería a su derivación del anglicismo. El tener una palabra propia para dichos supuestos tripulantes se debe a que la ufología tiende a identificar a los ovnis con vehículos tripulados, sobre todo extraterrestres.

## Historia

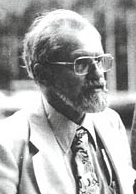
Josef Allen Hynek

La ufología surgió poco después de la gran oleada de observaciones que trajo el final de la Segunda Guerra Mundial. El 24 de junio de 1947, Kenneth Arnold informó sobre nueve inusuales objetos volantes en formación sobre las Mount Rainer, en Washington. Trató de informar al FBI, pero al encontrar la oficina cerrada se dirigió al periódico local. El periodista Bill Bequette durante la entrevista confundió la forma de los objetos, parecidos a un búmeran, con la descripción del movimiento que parecían hacer, es decir, como platillos rebotando sobre el agua.
La confusión sufrida por Bequette dio lugar al conocido nombre de platillo volante, pero dicha denominación no era del agrado de muchos científicos, entre ellos el astrónomo J. Allen Hynek.
Tras la observación de Arnold, muchos otros ciudadanos declararon haber visto también objetos sobrevolando el cielo de los Estados Unidos. Ante la posibilidad de que ingenios extranjeros, especialmente soviéticos, estuviesen violando el espacio aéreo estadounidense la administración de Harry S. Truman puso en marcha el Proyecto Singo en 1947, para conocer qué había de cierto en el creciente número de observaciones. Dos años después los militares rebautizaron dicho proyecto con el nombre de Proyecto Fastidio, Project Grudge en inglés, por el sentimiento que tenían las fuerzas aéreas estadounidenses hacia él. Al final del mandato de Truman, 1952, las investigaciones serían encuadradas en el Proyecto Libro Azul. Dicho proyecto persistiría durante los gobiernos de Dwight D. Eisenhower, John F. Kennedy y Lyndon B. Johnson, quien lo cerraría finalmente.
Uno de los directores de dichos estudios, J. Allen Hynek, dio una definición más genérica para las observaciones, llamándolas Objeto Volador No Identificado, del inglés "Unidentified Flying Object" o "UFO", de donde proviene la palabra "Ufology" y de esta el término español, como se ha dicho. Pese a que la USAF y la mayor parte de los científicos involucrados en el tema concluyeron que tras los ovnis no se oculta ningún fenómeno desconocido de la naturaleza ni son prueba de la presencia extraterrestres, un pequeño grupo de investigadores como el propio Hynek, no estuvieron de acuerdo con estas conclusiones y siguieron investigando por su cuenta.

## El informe tipo de la ufología

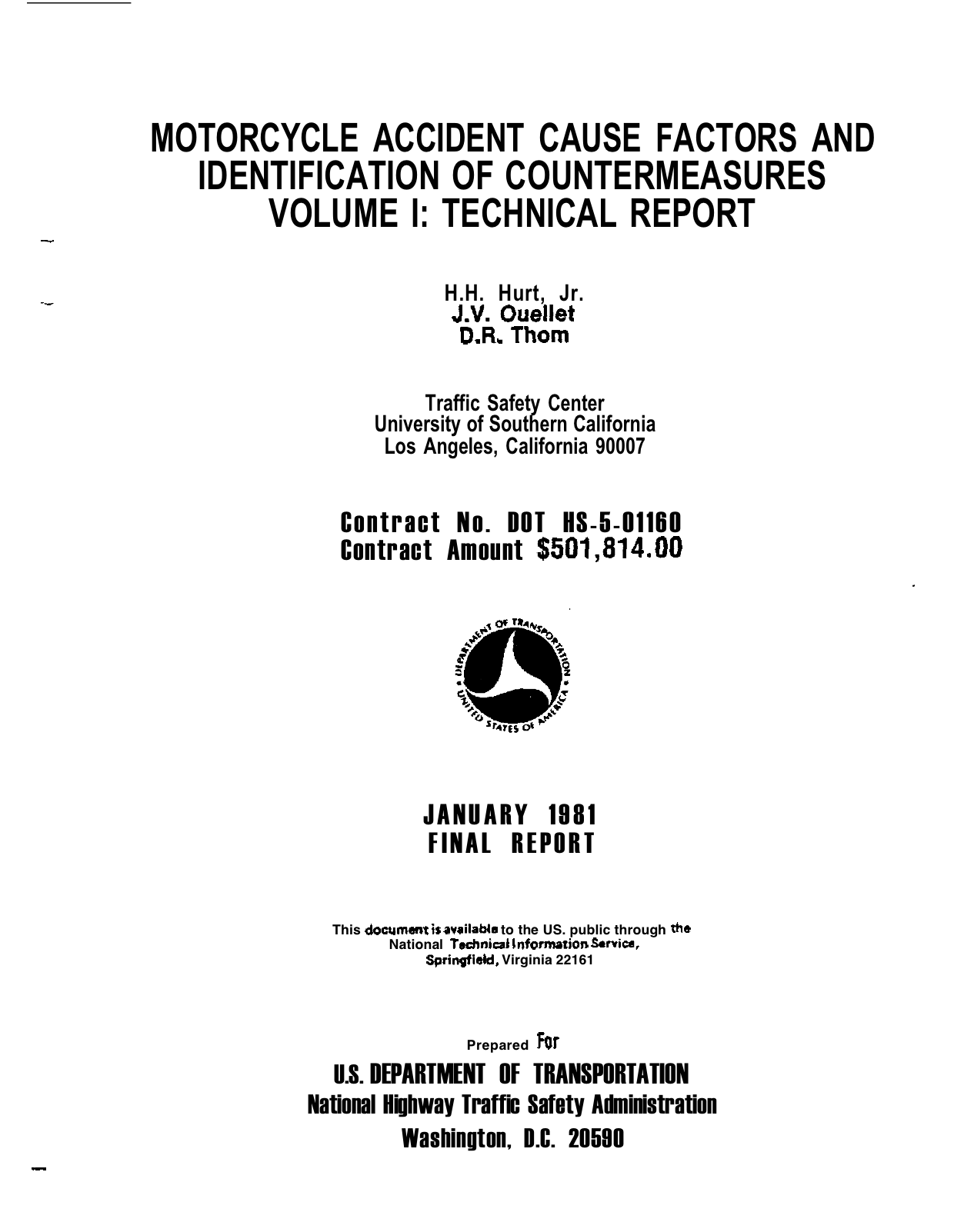
Portada de un informe automovilístico. Los informes son la base de la ufología.

En el apartado Etimología se ha indicado que la ufología estudia los objetos volantes no identificados, por lo tanto es condición previa la existencia de un "identificador", una persona en la mayoría de los casos. Para tener cierta certeza de estar frente a un ovni se precisa de un informe o relato que no aclare la procedencia de lo visto. Ted Wilding-White indicaba que dicho informe o relato debería contener al menos seis apartados básicos:
1. Localización de la observación con lugar, fecha y hora de la misma.
2. Datos de la observación donde se indique la longitud y tiempo que duró.
3. Ubicación del ovni con información sobre su ángulo en el cielo, su orientación respecto a los cuatro puntos cardinales y un dibujo con la forma del objeto.
4. Descripción del ovni aportando la forma, el sonido, el color, el movimiento, el número de objetos y el brillo comparado con otro cuerpo conocido como el Sol, la Luna, Venus o similar.
5. Datos del observador para identificarlo e incluso volver a contactar con él por medio de su nombre, dirección, teléfono...
6. Condiciones atmosféricas existentes en el momento de la observación, sobre todo el grado de nubosidad, la temperatura, el viento y las precipitaciones, además de cualquier otra considerada interesante.

Ese informe en particular puede ser complementado con la grabación sonora con el o los testigos, para después transcribirla y repasarla las veces que sea necesario. Pero cuando la observación ha provocado reacciones, como la movilización de algún tipo de medio, resulta de gran importancia reunir los registros que puedan haber dejado dichos medios, caso del informe del radarista o el controlador aéreo, pilotos que hubieran salido en misión de intercepción (scramble), el tacógrafo de vehículos terrestres si fuera posible y un largo etc.
Si el aparato ha dejado alguna huella, lo que J. Allen Hynek catalogó como un "encuentro en la segunda fase", se pueden adjuntar fotografías, mediciones, análisis geológicos, biológicos, radioactivos...
Como en tantas otras disciplinas donde la información juega un papel esencial, un punto de gran importancia es la verificación de los datos recogidos utilizando varias fuentes, además de la principal. Esto es debido a muchos factores, entre ellos a las distorsiones que provoca la percepción y la memoria humana.

## La ufología frente a la ciencia
Se ha propuesto cambiar el nombre de ufología por el de ufolatría. Para los defensores de dicho cambio la ufología no es una ciencia ni una disciplina, sino una forma de fe religiosa. Esa petición se asienta en varios puntos, entre ellos un deseo confeso de que las observaciones sean visitas extraterrestres.En cualquier caso la ufología es catalogada por varios autores, como Carl Sagan, como una pseudociencia por los siguientes motivos:
- El primer problema que se apunta para que la ufología sea algo más que un coleccionismo de relatos radica en carecer de objeto de estudio. Todas las ciencias se marcan un objeto de estudio determinado. Incluso ciencias de contenido muy amplio, como la biología, se centran en un campo del universo concreto, para el caso biológico serían los seres vivos, desde bacterias hasta cordados. La ufología, por su parte, se basa en lo que no se ha determinado, lo que no se ha podido conocer o identificar, es decir, estudiar todo lo que no es. Se podría concluir, como hace Luis Ruiz Noguez,[20] que lo realmente analizado es el pequeño número de casos resistentes a explicaciones físicas, aeroespaciales, meteorológicas, astronómicas, psicológicas, etc. Con todo, autodenominados ufólogos, como Vicente-Juan Ballester Olmos[21], sostienen que los casos positivos no muestran un patrón, o varios, por el que puedan obtenerse conclusiones, ni un grupo de características comunes. Cada positivo es único, por lo tanto sería necesaria una ciencia o disciplina para cada uno de ellos al no haber nada genérico que analizar.

- Una segunda razón esgrimida por sus detractores es que la ufología deja en otros la carga de la prueba.[13] En ciencias como la mencionada biología, quien afirma haber realizado un descubrimiento debe ser quien aporte pruebas que convenzan a la comunidad tras una revisión por pares. Un ejemplo puede ser el descubrimiento de una celacanto vivo, animal que se consideraba extinto hace millones de años. En este caso se pudo analizar lo que quedaba del ejemplar e incluso capturar otros con posterioridad. Otras veces, como cuando se descubrió el okapi, se aportaron datos que permitieron confirmar el descubrimiento, como el lugar o la fecha de la observación. Otros profesionales pudieron ir y corroborar la existencia de una especie no catalogada.[22] En ufología uno de los documentos que suele presentarse como prueba son fotografías, pero imposibles de volver a tomar por otra persona con otra cámara, porque los objetos fotografiados ya no están allí, la verificación es imposible. Además, ninguna foto de las presentadas ha supuesto un aporte de conocimiento de alguna clase. Unas por estar demasiado lejos, otras por ser demasiado borrosas, otros por descubrirse causadas por objetos conocidos y otras por ser bulos. Durante varias décadas existía cierta lógica sobre la inexistencia de fotos detalladas. Hasta comienzos del siglo XXI las cámaras eran voluminosas y no muchas personas tenían una y menos aún la llevaban consigo a todas partes.[19] En los años 70 se comentaba que nunca había sido posible grabar ni fotografiar un accidente aéreo ni automovilístico en el momento de producirse. Sin embargo, con la proliferación de las televisiones locales y después la tecnología digital, millones o miles de millones de personas llevan a todas partes consigo cámaras de cierta calidad, en los teléfonos móviles y, sin embargo, no aparece una prueba incuestionable de visitas extraterrestres.

- La ufología esgrime argumentos más persuasivos que demostrativos. Académicos como Ricardo Campo muestra la falacia del residuo como el principal de dichos argumentos persuasivos. Según esta falacia, siempre queda un porcentaje de casos sin explicación, dichos casos inexplicados son la prueba de que aún existe algo misterioso e incluso por encima de la capacidad del ser humano.[13] Dicho argumento ha sido respondido indicando que no hay nada de anormal en la existencia de un pequeño porcentaje de casos no resueltos. En cualquier disciplina con suficiente número de investigaciones siempre quedan algunas que no han podido ser aclaradas por distintos motivos. Existen crímenes sin explicación y accidentes de los que no se conocen sus causas, lo que no es una demostración de la existencia de hombres-lobo o cualquier otro ser demoníaco.[13]

- Unido al punto anterior, científicos como Javier Armentia han indicado que la ufología no ha reportado conocimiento alguno.[23] En el supuesto de que la causa última fueran visitas extraterrestres, la ufología no ha revelado al existencia de ningún exoplaneta, ni ha dado pistas para detectar ninguna señal inteligente, ni ha realizado aportes en metalurgia, aeronáutica, microelectrónica, propulsión...[19] En los años 70, la empresa Avro Aircraft investigó si la forma de platillo podía ofrecer mejores prestaciones aéreas que otras configuraciones. Estados Unidos retomó la investigación y siguió financiando los prototipos,[24] pero estos nunca se acercaron a las capacidades esperadas, además de ser sumamente inestables. Unas de las razones de los escasos aportes de la ufología la da Luis Alfonso Gámez al indicar que la literatura ufológica siempre ha ido por detrás de la ficción científica. Así los mensajes para preservar el Planeta fueron divulgados anteriormente a los contactados en películas como Ultimatum a la Tierra, lo mismo que las abducciones, que habían aparecido en revistas décadas antes que los Hill dijeran haber sido introducidos en un platillo volante.[25]

- Por último, otra de los objeciones a la ufología radica en que no persigue obtener nuevos conocimientos, sino el lucro personal de los más conocidos ufólogos, por medio de creación de movimientos esotéricos,[13] pronunciación de conferencias e ingresos por publicaciones de todo tipo. Pese a ello, autores escépticos como el mencionado Gámez hacen una salvedad y reconocen que se pueden encontrar ufólogos serios y que buscan ampliar el conocimiento, pero generalmente "la seriedad de un ufólogo es inversamente proporcional a su volumen de ventas" apunta el autor español.[17] Fernando L. Frías ha constatado que no se trata solo de divulgar historias sin verificar, se trata incluso de inventar historias como una práctica regular e incluso cotidiana.[26]